# Zabójstwo na żądanie i pod wpływem współczucia
Zabójstwo na żądanie i pod wpływem współczucia – przestępstwo skutkowe, materialne polegające na pozbawieniu życia innego człowieka na jego żądanie i pod wpływem odczuwanego względem niego współczucia (art. 150 § 1 kk). W wyjątkowych wypadkach sąd może zastosować nadzwyczajne złagodzenie kary lub nawet odstąpić od jej wymierzenia (art. 150 § 2 kk).